# Яблоков, Николай Матвеевич
Никола́й Матве́евич Я́блоков (1911—1992) — советский работник сельского хозяйства, Герой Социалистического Труда (1973).

## Биография
Родился 29 апреля 1911 года в деревне Бревенное (ныне — в Пестовский район Новгородской области) в семье крестьянина.
В 1927 году вступил в комсомол. Окончив в 1932 году Любанский сельскохозяйственный техникум, работал агрономом, затем — управляющим отделением совхоза «Афимцево» Новгородской области. С 1939 года работал агрономом совхоза «Паратово» в Карело-Финской ССР. С 1941 года работал агрономом в хозяйствах системы «Усольлаг» Министерства внутренних дел Молотовской области (позже — Пермской, ныне — Пермского края).
С 1952 года работал агрономом, затем управляющим Кондратовским отделением совхоза «Верхнемуллинский» (деревня Кондратово Пермского района Пермской области). Под руководством Н. М. Яблокова отделение успешно выполняло и перевыполняло задания по производству и продаже государству молока, мяса, овощей и других продуктов. Сам Яблоков считался мастером-овощеводом высокого уровня. В течение двух десятилетий являлся участником ВДНХ СССР, удостоен ряда медалей.
Кроме производственной, занимался общественной деятельностью. Был членом парткома совхоза, депутатом районного Совета, где возглавлял постоянно действующую сельскохозяйственную комиссию.
В 1976 году вышел на пенсию, став пенсионером союзного значения. В 1976—1977 годах был председателем Кондратовского сельского Совета.
Умер 12 августа 1992 года.
На доме, где он жил в деревне Кондратово, установлена мемориальная доска. В ГКБУ «Пермский государственный архив новейшей истории» имеются документы, относящиеся к Н. М. Яблокову.
Жена — Прасковья Дмитриевна Яблокова (род. 1923), участница Великой Отечественной войны, была медсестрой истребительного батальона.

## Награды
- Указом Президиума Верховного Совета СССР от 11 декабря 1973 года Николай Матвеевич Яблоков был удостоен звания Героя Социалистического Труда с вручением ордена Ленина и золотой медали «Серп и Молот».
- Награждён орденом Трудового Красного Знамени (1966), Октябрьской Революции (1971), юбилейной медалью в честь 100-летия со дня рождения В. И. Ленина (1970).
- Также награжден золотой, тремя серебряными и тремя бронзовыми медалями ВСХВ и ВДНХ СССР.